# Richard Peter
Richard Peter (10. května 1895, Jankowice Małe – 3. října 1977, Drážďany) byl německý fotograf a fotoreportér. Nejznámější je díky svým fotografiím Drážďan těsně po skončení druhé světové války.

## Životopis
Richard Peter se narodil a vyrůstal v obci Klein Jenkwitz ve Slezsku, kde jako teenager pracoval jako kovář a horník, zatímco se věnoval fotografování. V roce 1914 byl povolán do německé armády, aby sloužil v první světové válce. Po válce se usadil v Halle a později v Drážďanech. Vstoupil do dělnického hnutí a Komunistické strany Německa a během 20. a na počátku 30. let byly jeho fotografie publikovány v různých levicových publikacích. Z tohoto důvodu mu bylo okamžitě zakázáno pracovat jako novinářský fotograf, když se nacistická strana v roce 1933 dostala k moci. Během Třetí říše pracoval v reklamě, poté byl znovu povolán do služby ve druhé světové válce.
Peter se vrátil do Drážďan v září 1945, aby zjistil, že město bylo zničeno po bombardování Drážďan v únoru 1945. Jeho osobní archiv a vybavení byly při nájezdech úplně zničeny. Počínaje zapůjčeným vybavením začal dokumentovat škody na městě a počátky jeho rekonstrukce. Jeho fotografie byly publikovány v roce 1949 ve svazku Dresden, eine Kamera klagt an („Drážďany, fotoaparát obviňuje“).
Drážďany byly v sovětské okupační zóně a Peterův pozdější život byl v novém komunistickém východním Německu. V roce 1949 byl Peter vyloučen z vládnoucí strany socialistické jednoty Německa, nástupce komunistické strany, když vyšetřovali zkorumpované úředníky strany. Pracoval potom jako nezávislý umělecký fotograf v Drážďanech až do své smrti v roce 1977 a za svou práci nakonec získal mezinárodní uznání. V roce 1983 získala více než 5 000 negativů a tisků autora Saská zemská a univerzitní knihovna v Drážďanech.

## Galerie

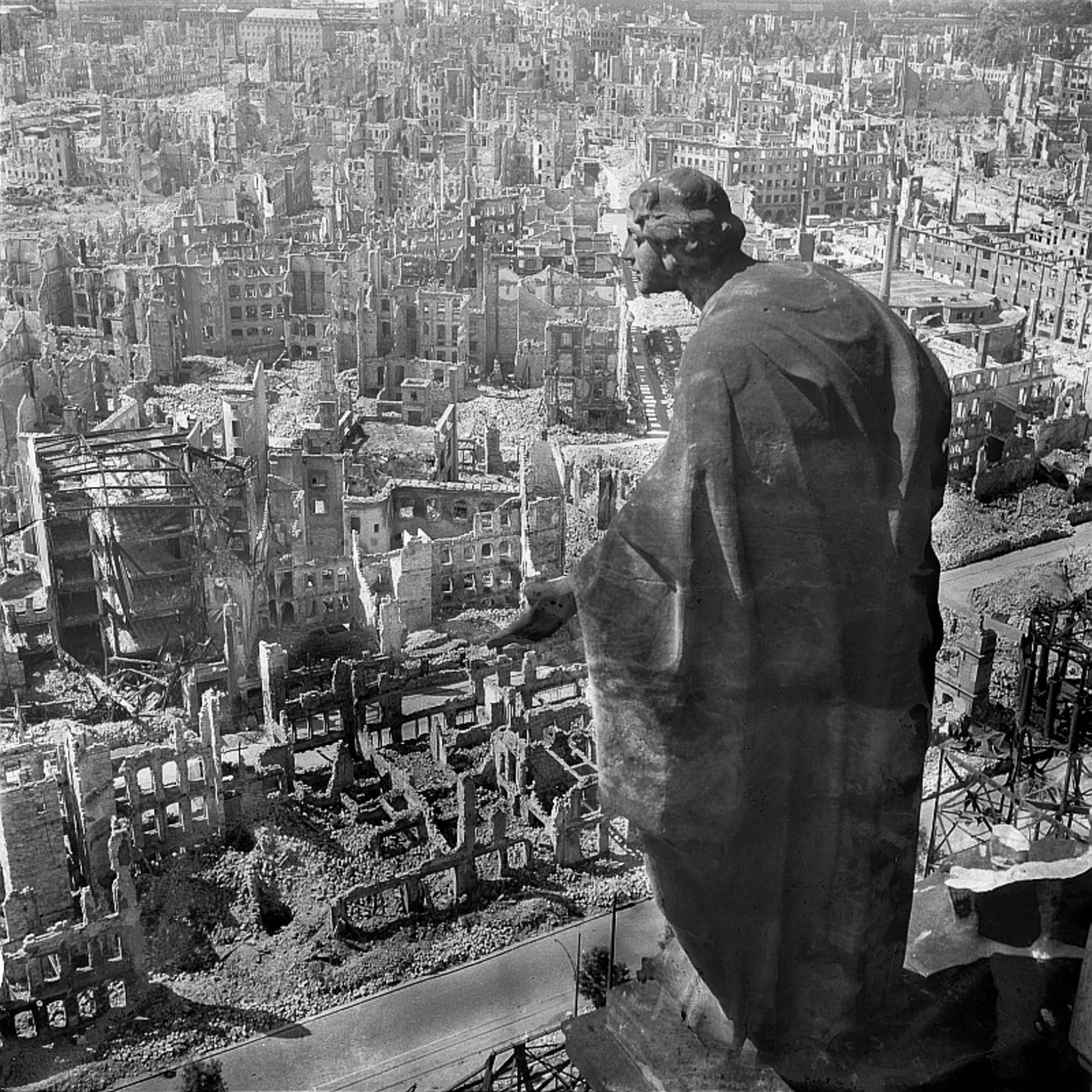
Drážďany. Pohled z radniční věže na jih s alegorií Dobra (také: Bonitas; socha Augusta Schreitmüllera, vytvořeno 1908/1910), fotografie z roku 1945
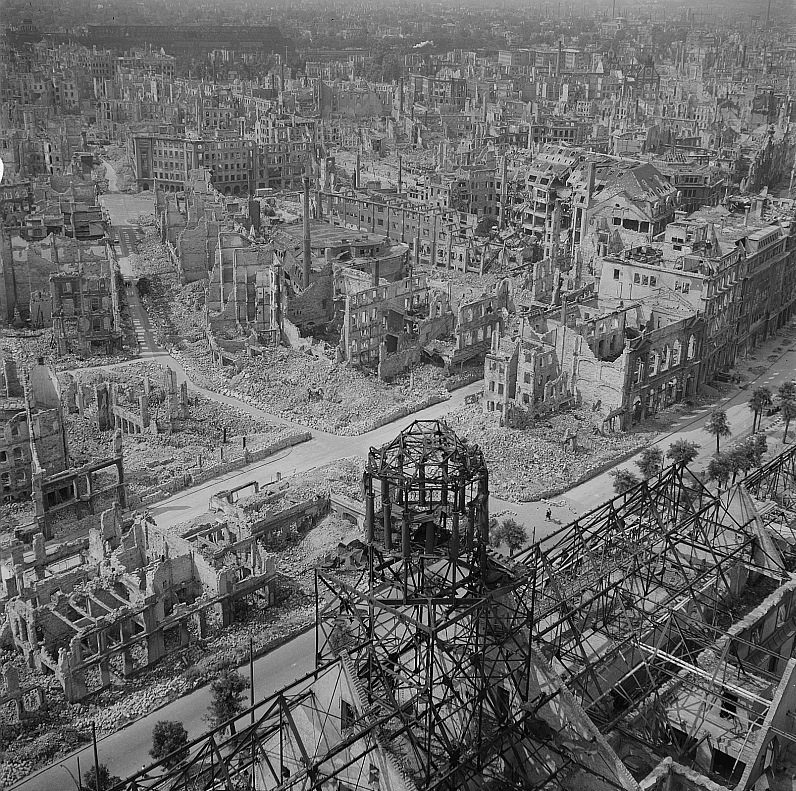
Ruiny Drážďan
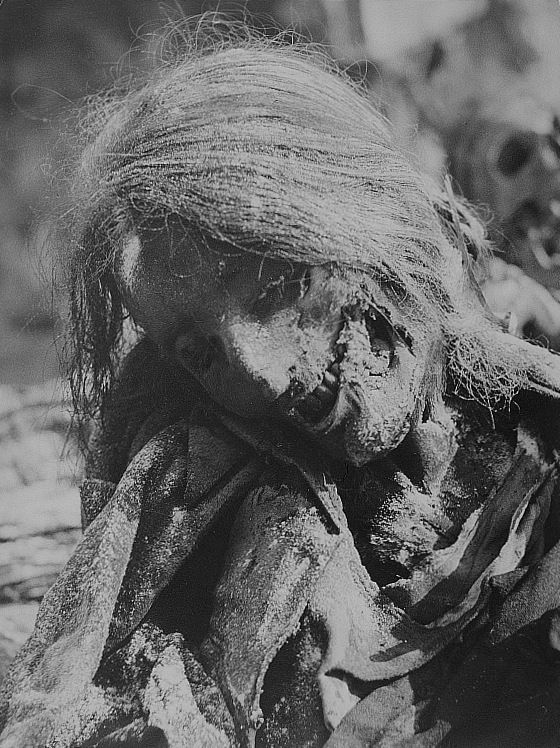
Tělo ženy v protileteckém krytu
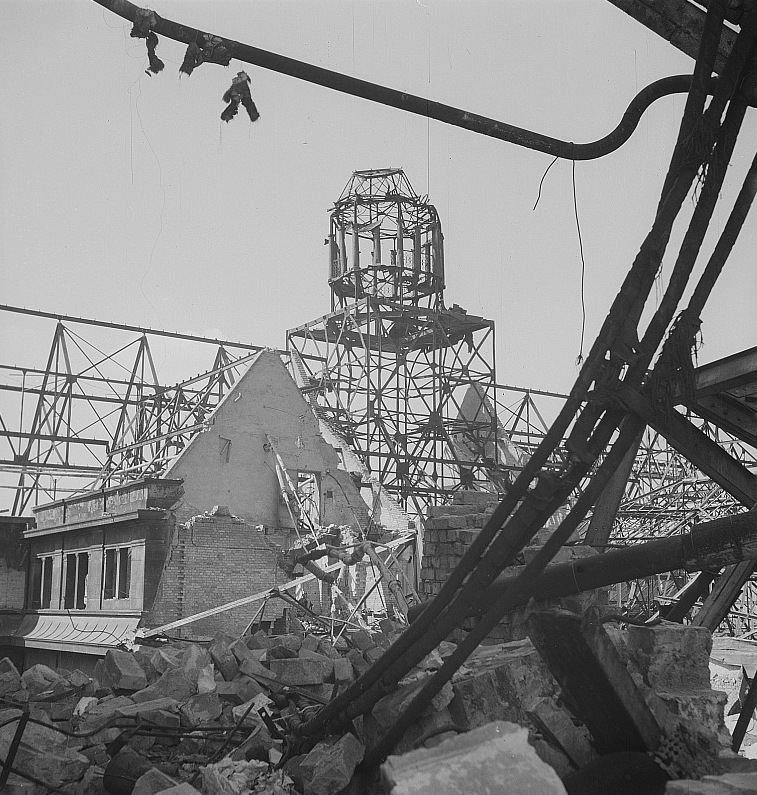
Trosky Nové radnice, střešní konstrukce jižního křídla,
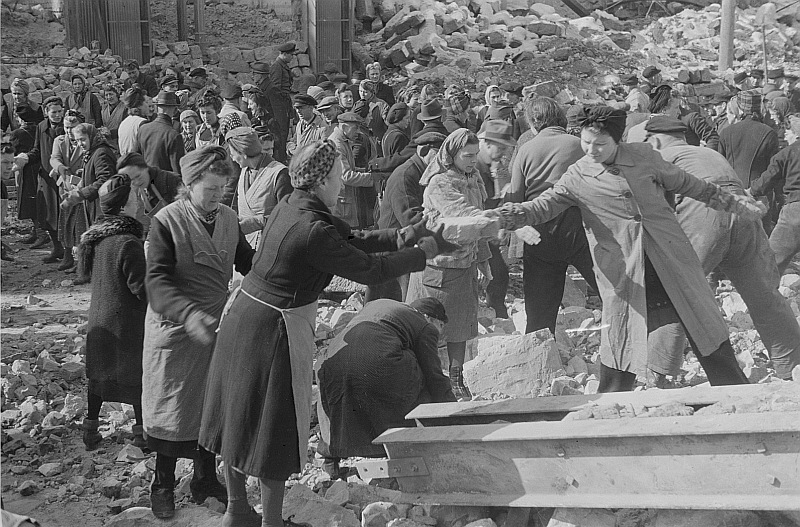
Kriege ^ Kriegsfolgen ^ Enttrümmerungen,
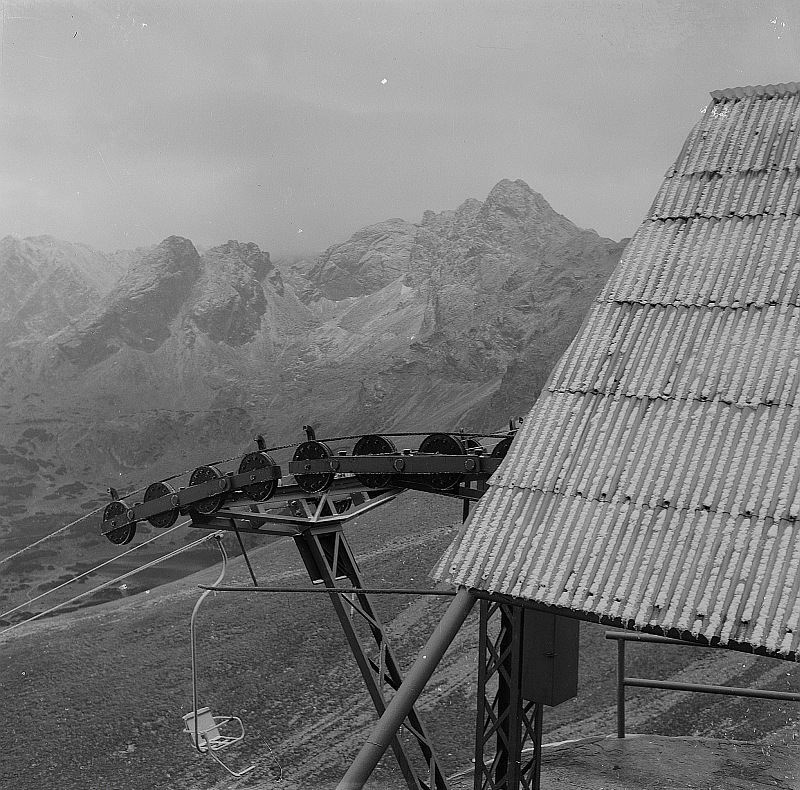
Zakopane a sedačková lanovka
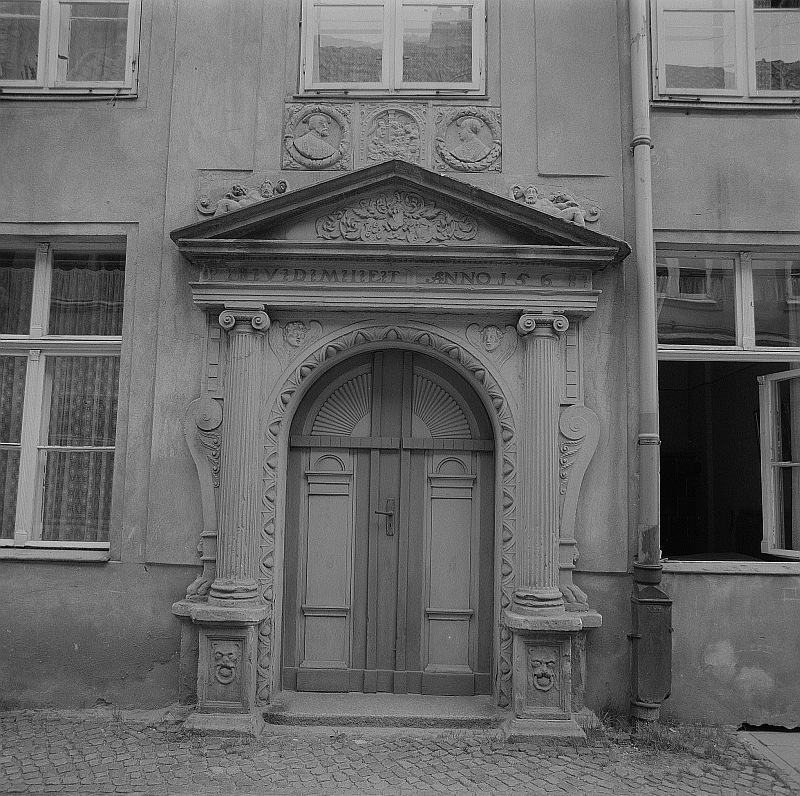
Stralsund ve 20. století
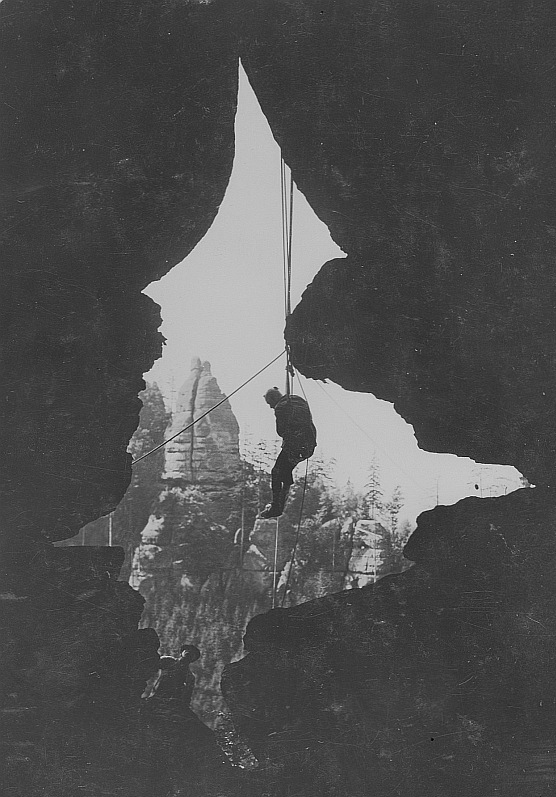
Suisse saxonne, vers 1925.
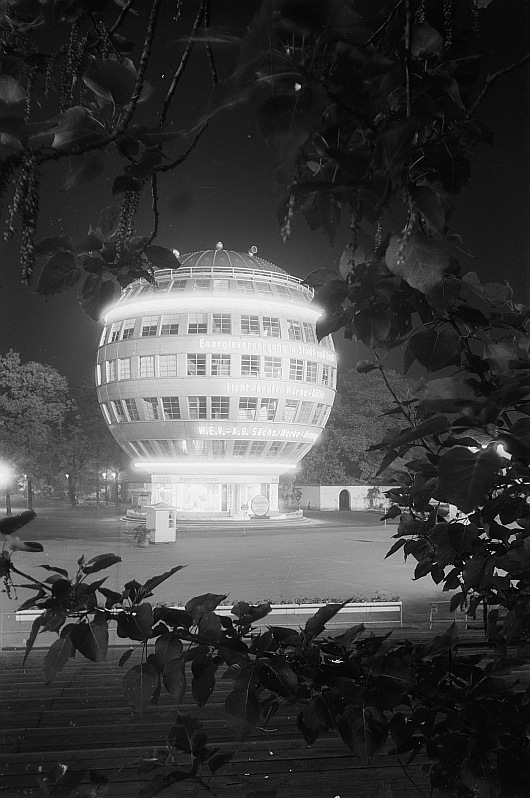
Kugelhaus[2], postavený v roce 1928, zničen v roce 1938
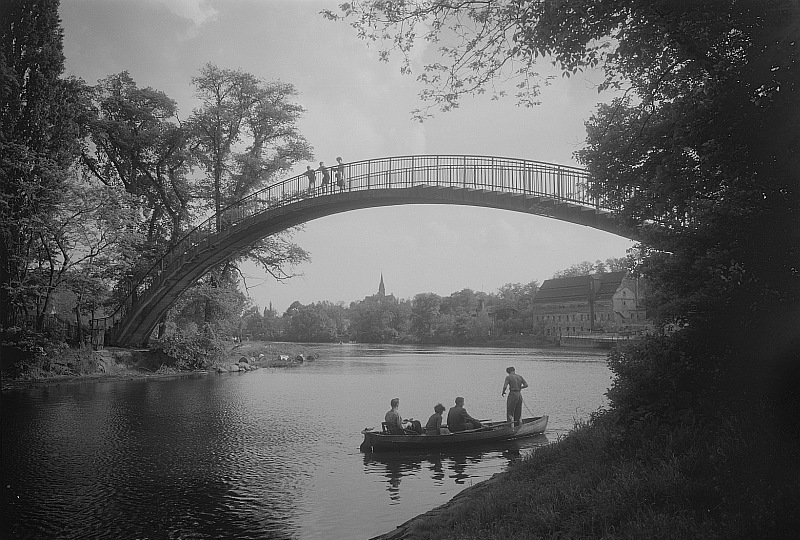
Forstwerderbrücke, obloukový most dokončen v roce 1928
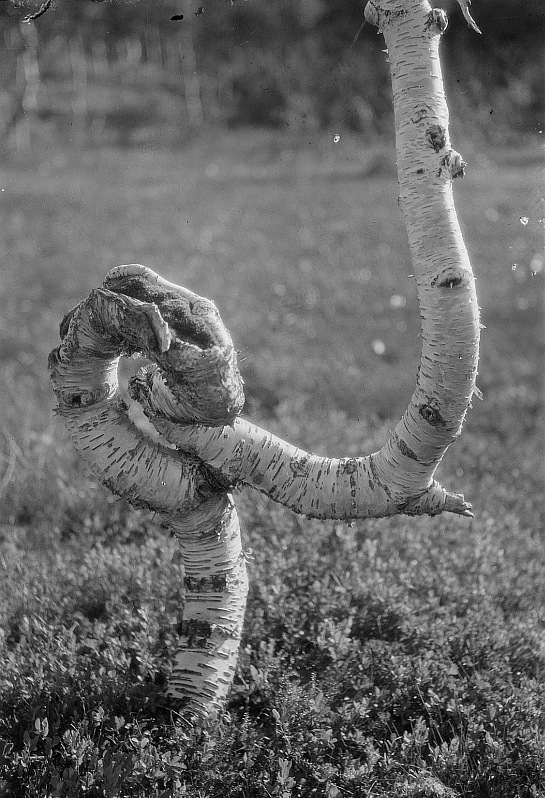
Bříza (betula pubescens), kmen několikrát ohnutý sněhovou zátěží nebo bouří, Laponsko, 1930
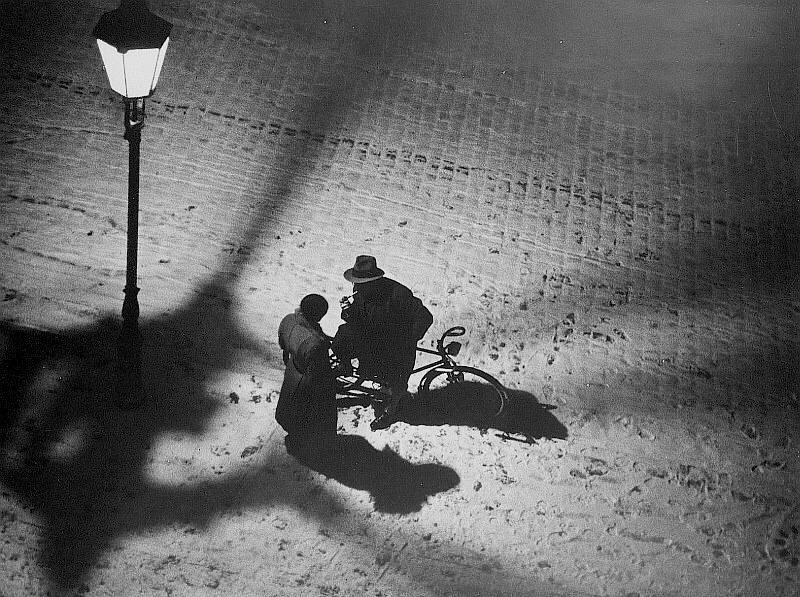
Drážďany, 1933
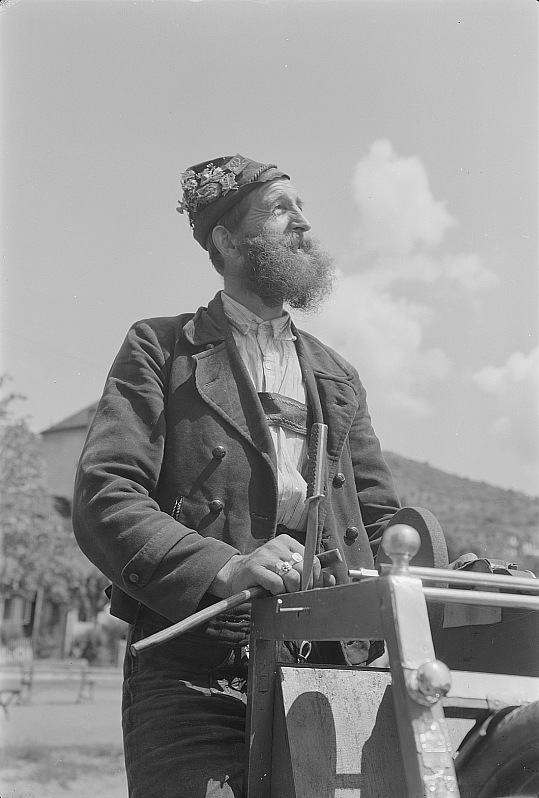
Brusič nůžek, 1939
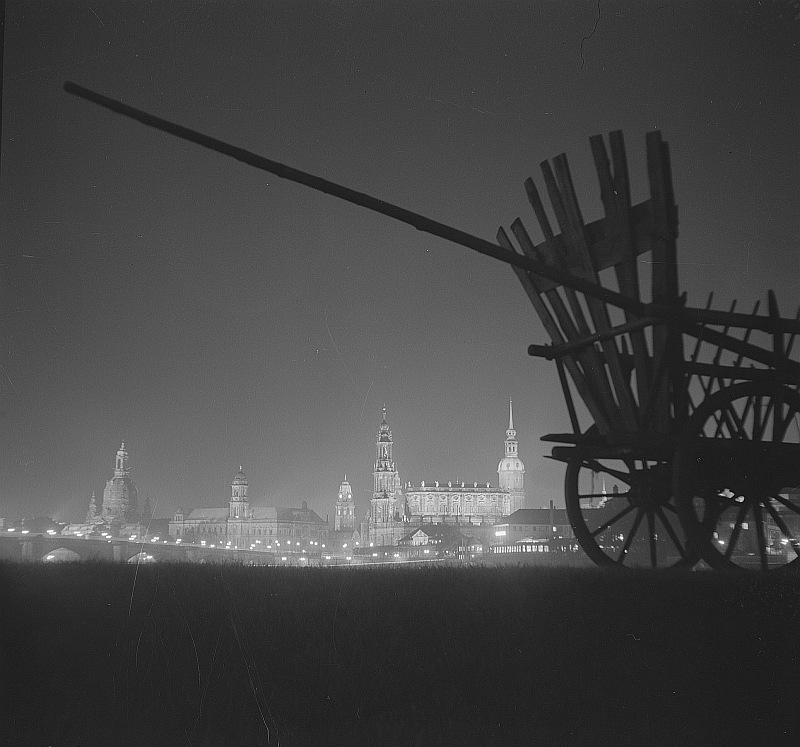
Drážďany. Pohled z japonského paláce na jihovýchod starého města v noci (se siluetou žebříňáku), 1933–1944
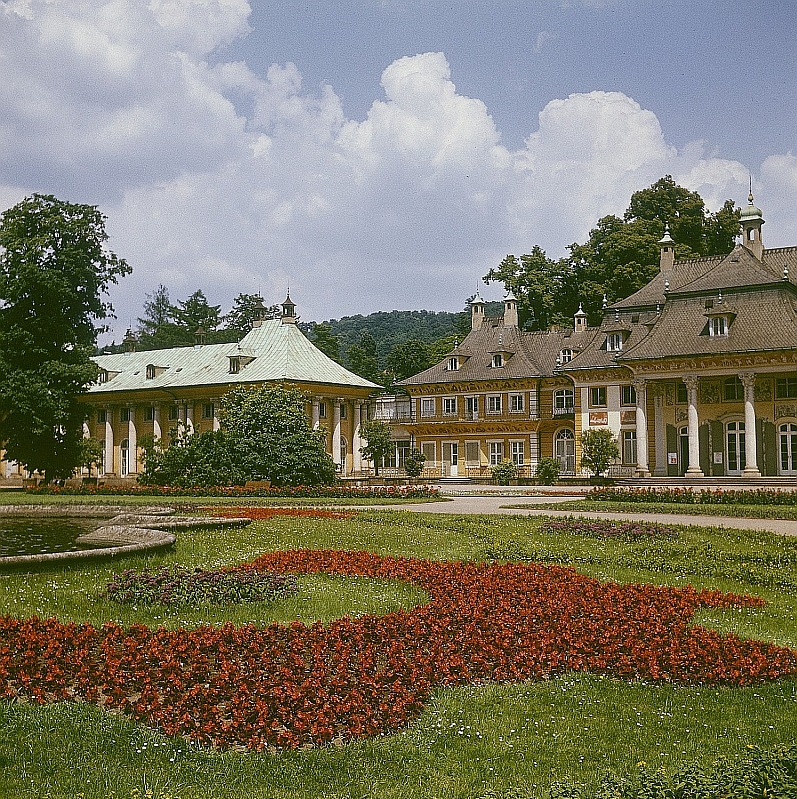
Gärten – Parks ^ Schloßgärten – Palaisgärten
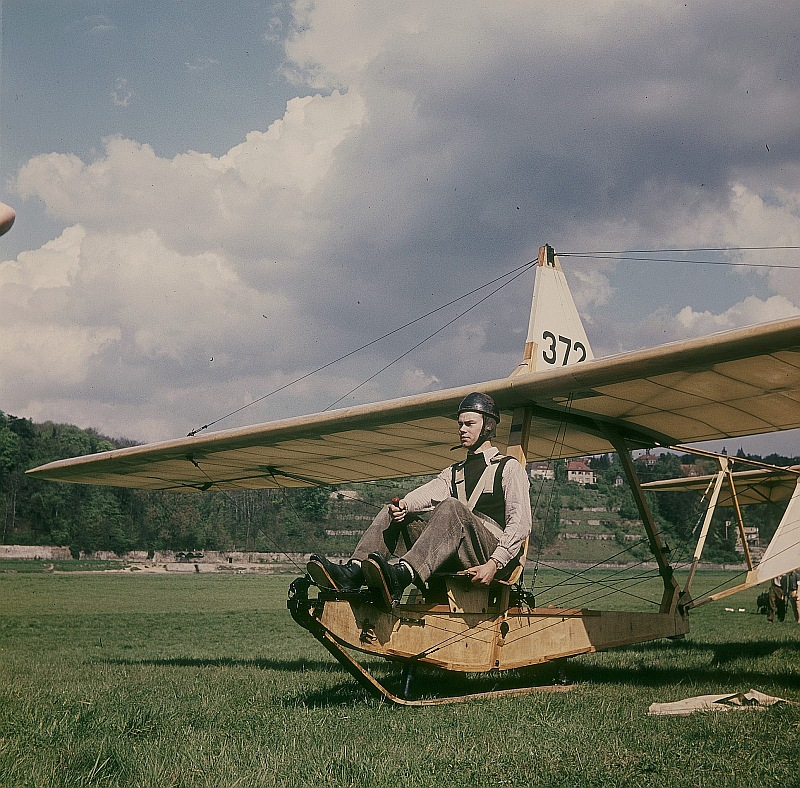
Sport ^ Flugsport ^ Segelflug
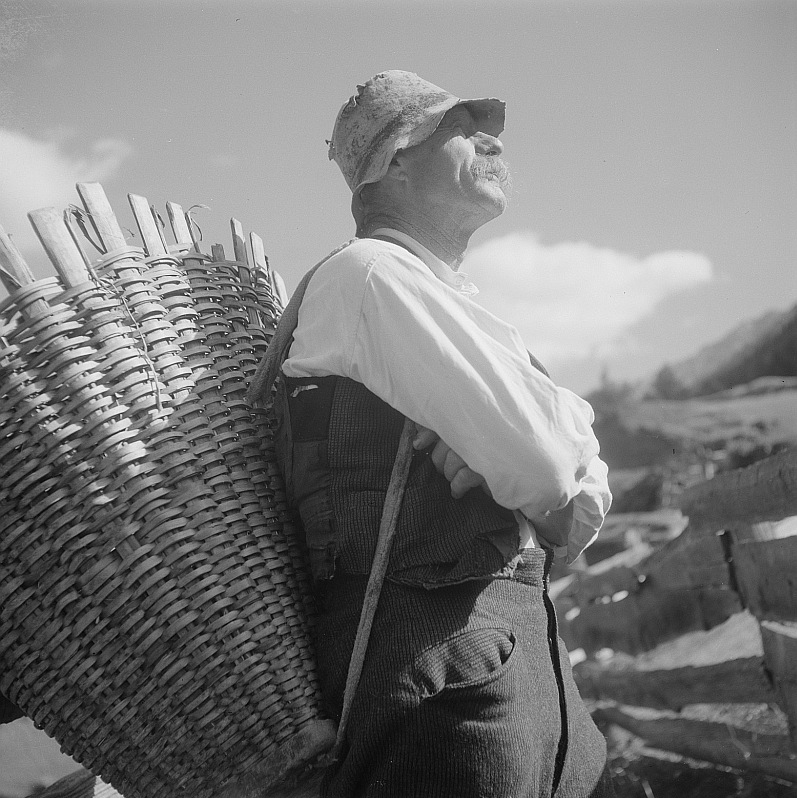
Landschaften ^ Hügellandschaften – Gebirgslandschaften
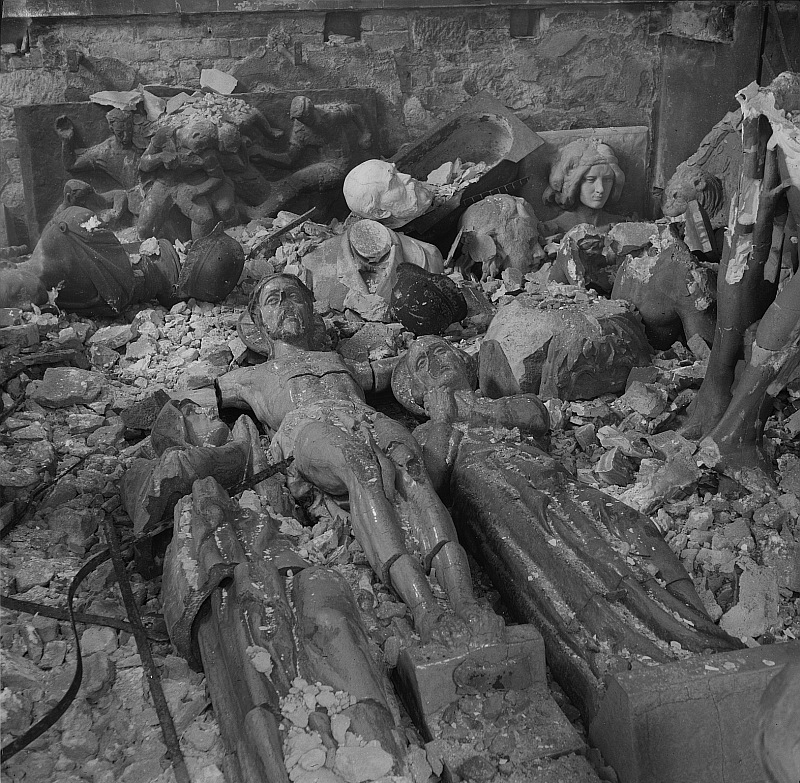
Kriege ^ Kriegsfolgen ^ Zerstörungen – Trümmer – Ruin
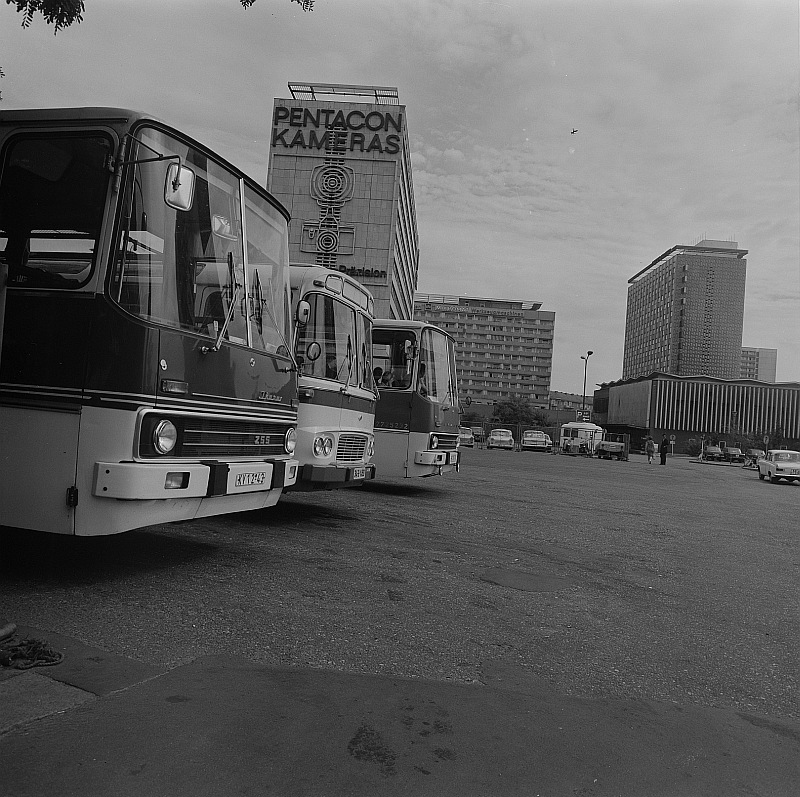
Parkplatz zwischen Dr.-Karl-Rüdrich-Straße (Reitbahnstraße), 1976
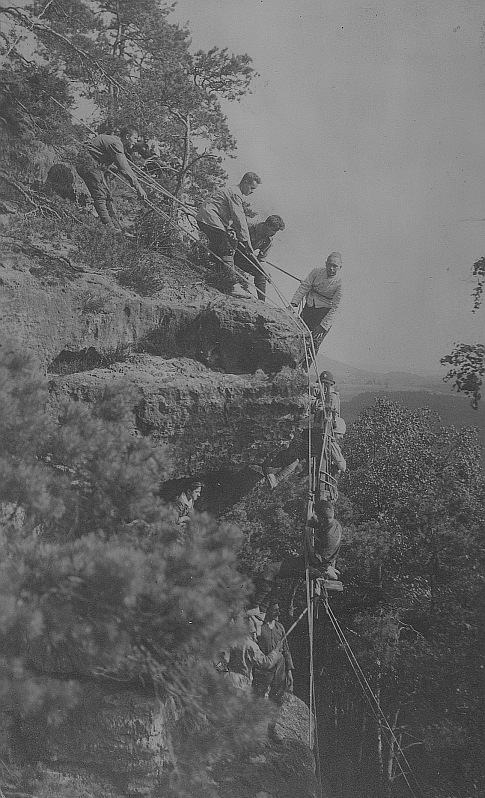
Slaňování na Zirkelsteinu
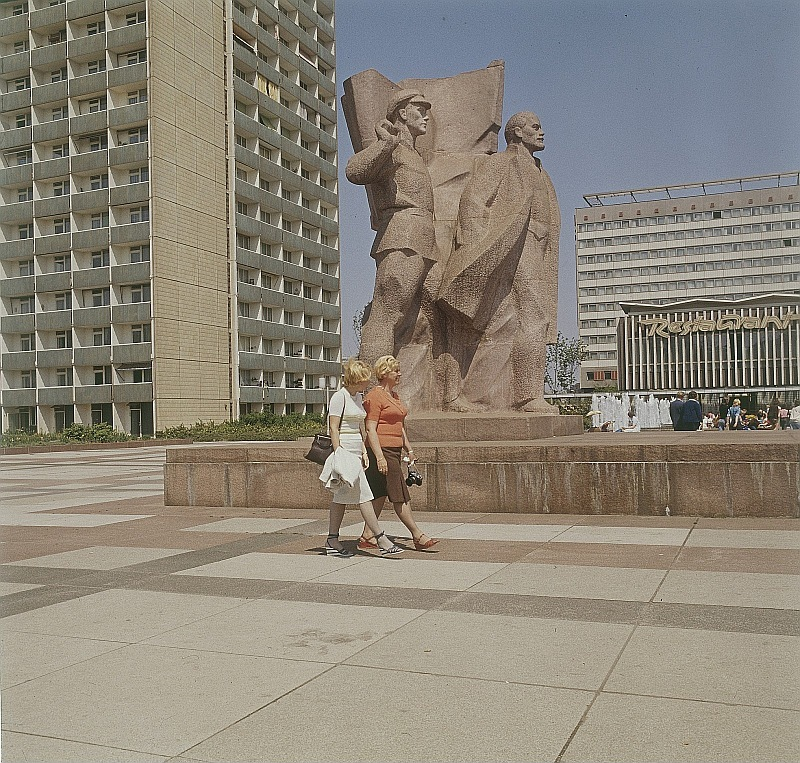
Denkmäler – Ehrenmäler, 1975
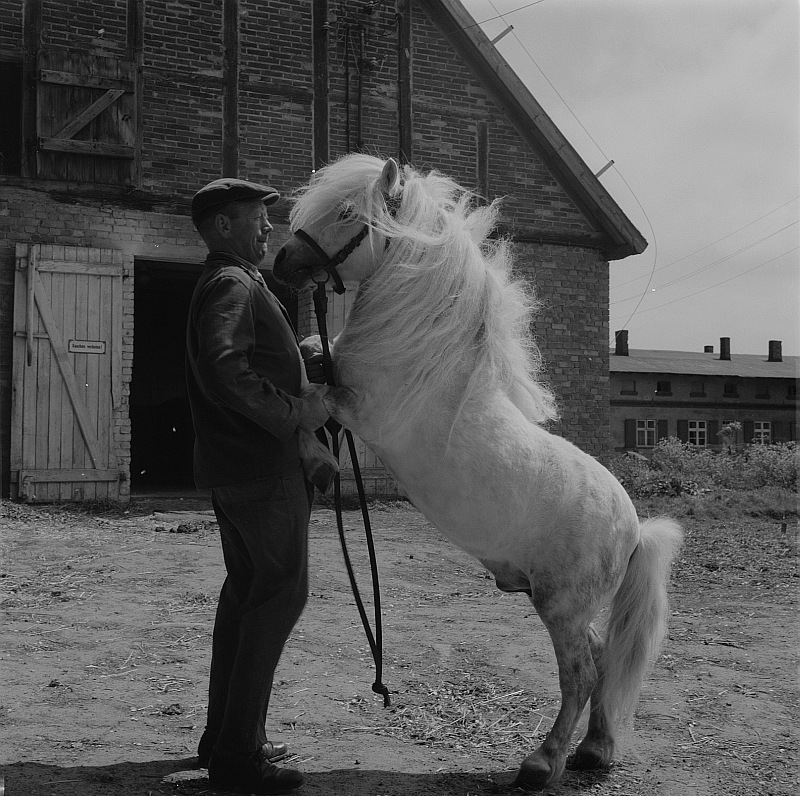
Tiere ^ Säugetiere ^ Pferde, 1963